# گال مارتین
گال مارتین (انگلیسی: Gael Martin؛ زادهٔ ۲۷ اوت ۱۹۵۶) ورزشکار دو و میدانی اهل استرالیا است.
وی در مسابقات کشوری و بین‌المللی در مجموع برندهٔ ۴ مدال طلا، ۵ مدال نقره، ۱ مدال برنز شده‌است.